# Jangsu
Jangsu (coreeană: 장수군) este un oraș din Coreea de Sud.